# 137 (серия домов)
137 — советский проект панельных домов индустриального домостроения. Строительство домов 137 серии изначально осуществлялось в Санкт-Петербурге, Обуховским ДСК-2, после его банкротства - ДСК «Блок». Дома внешне имеют некоторые сходства с московскими сериями П-30, П-43 и П-55. В 1987-91 серия широко распространилась в Екатеринбурге.

## Описание
Проектирование серии шло в 16-й мастерской Ленпроекта с 1969 по 1973 год на основе серии 84. В номенклатуру серии 137 включены наборы блок-квартир с продольными и поперечными несущими стенами из панелей (шаги 360, 480, 600 см). Высотность производных из блок-квартир домов и блок-секций определена в 9, 12, 16 и 24 этажа с возможностью применения переменной по этажности планировкой квартир. 

Первый экспериментальный дом построен на Белградской улице (дом № 8) в Ленинграде в 1974 году под шифром 1ЛГ-701У. В доме проводились экскурсии для молодых и иностранных архитекторов. Ленинградцы окрестили здание «домом будущего». В доме 190 квартир, 16 этажей и двухэтажная надстройка общественного назначения на крыше. В 1990-х годах эта надстройка была приватизирована, и с тех пор её истинное назначение неизвестно, в 2013 году сооружение выставлялось на продажу. Местные жители считают, что там находится общежитие для мигрантов. Подвал также был закрыт из-за его превращения в притон для наркоманов и лиц без определённого места жительства.
Повышению комфорта способствуют предусмотренные при вестибюле помещения для хранения велосипедов, колясок, кладовые в подвальном этаже. На плоской кровле возвышается двухэтажная надстройка, в которой размещён клуб с залом универсального назначения, библиотекой, комнатами для занятий и отдыха.
В лестнично-лифтовом блоке находятся два лифта грузоподъёмностью 320 и 500 кг (грузовой — с глубокой кабиной), незадымляемая лестница, мусоропровод и блок для хранения пищевых отходов. В первом этаже запроектированы колясочная, телефон-автомат и подвал для хранения вещей жильцов. 
Средняя стоимость квадратного метра в 1978 году в 9-этажных домах 137 серии составляла 123—134 рубля, в 12-этажных — 124—134 рубля, в 14-16-этажных — 126—132 рубля.
Также были разработаны проекты 24-этажных крестообразных домов, которые реализованы не были. Однако позже на основе серии 137.11 всё же были разработаны проекты общежитий 137.13 (см. ниже). Был разработан проект 16-этажного точечного дома на 105 квартир 137-33/16 (построено несколько домов: 3 таких дома на Васильевском острове и 15 домов в Выборгском районе). Такая серия 137 строилась до 1982 года.

### Дальнейшее развитие

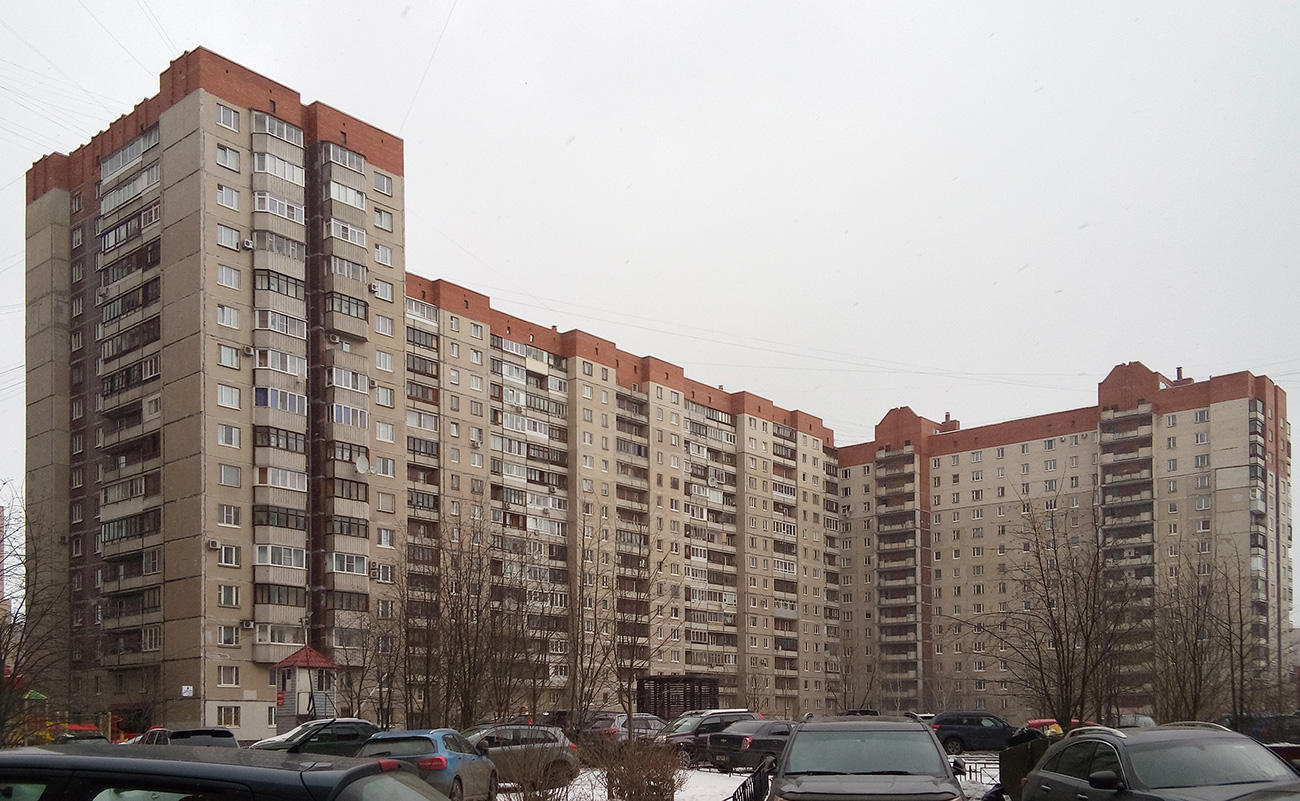
Жилой дом серии 137.11, достроенный из кирпича. Санкт-Петербург, Звёздная улица, 5

#### 137.11
Разработана в 1978 году. Был кардинально изменён лестнично-лифтовой блок — лестница стала незадымляемой и проход к ней стал возможен только через общий балкон. В первом этаже, у второго входа в подъезд, противоположному общим балконам, было предусмотрено помещение для консьержа или колясочная. Дома этого проекта строились с 1982 по 1996 год. На протяжении выпуска серии проходили эксперименты с окнами, с 1988 года торцы домов перестали быть глухими, а квартирные коридоры торцевых секций стали заканчиваться узкими двустворчатыми окнами в заглублении. Наиболее качественными считаются дома конца 1980-х годов постройки.

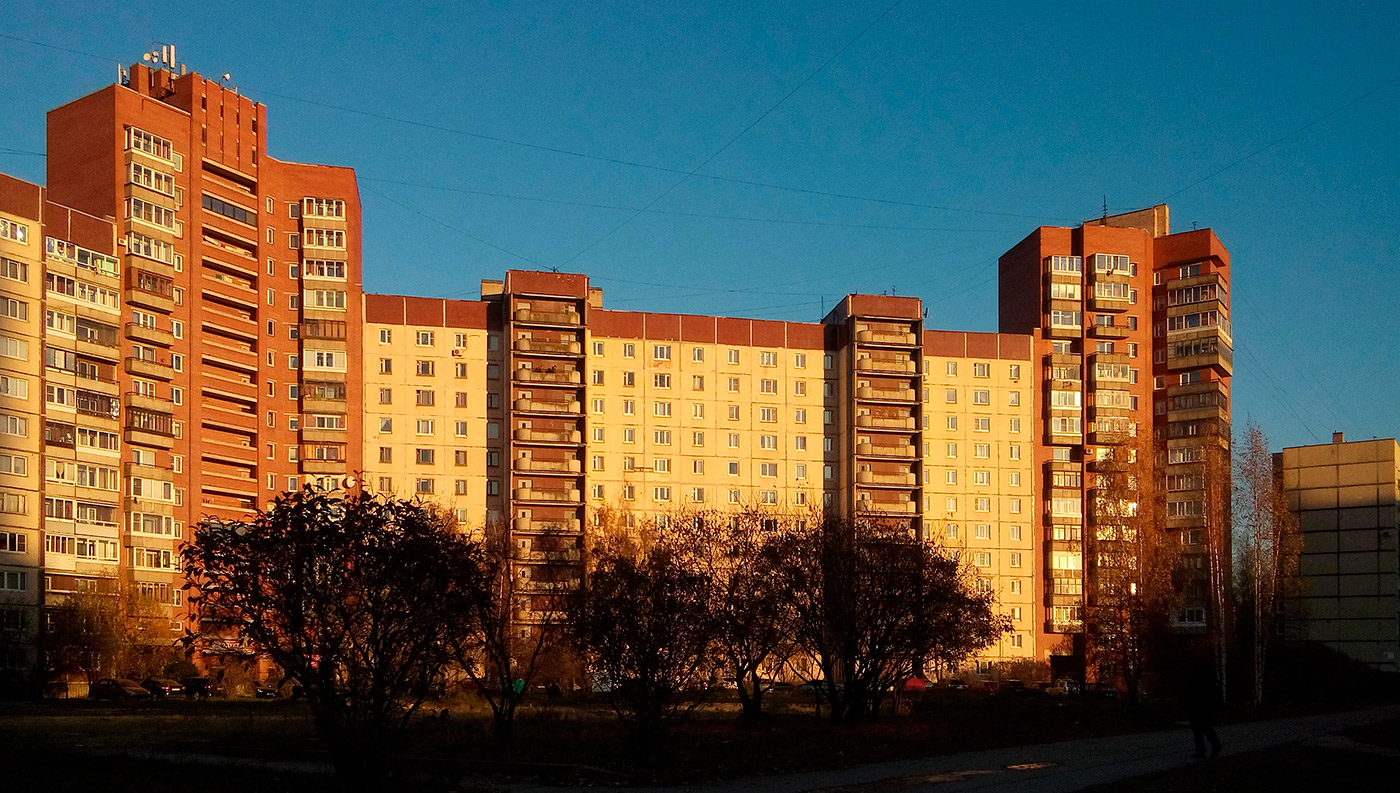
С конца 1980-х годов между панельными домами часто строились кирпичные вставки. Санкт-Петербург, Шлиссельбургский проспект

С 1992 года в шахты грузовых лифтов 12-этажных домов стали устанавливаться стандартные пассажирские лифты, это связано с тем, что лифтостроительный завод не успевал изготавливать положенную партию лифтов. В 16-этажные дома грузовые лифты устанавливались и дальше. Надо сказать, что некоторые дома в Купчино 1982 года постройки также были укомплектованы двумя пассажирскими лифтами. Когда в домах производились работы по замене лифтового оборудования, второй пассажирский лифт заменялся на грузовой.
Площадь кухонь в квартирах серии 137.11 — от 8 м2 до 15 м2, санузлы — раздельные, ванны расположены поперёк, что позволяет без проблем установить стиральную машину. Прихожие — от 4,8 м2 в однокомнатных квартирах до 13,6 м2 в трёхкомнатных.

В 1994 году, в связи с тяжёлым финансовым положением, производство на ДСК-2 было прекращено.
«В постперестроечные времена городские власти оказались не в состоянии финансировать новые заказы, а для предпринимателей 137-я серия не представляла интереса, поскольку в условиях рынка стала нерентабельной. ДСК-2 медленно шёл ко дну» (Андрей Д. Константинов, «Коррумпированный Петербург»)
В городе осталось множество фундаментов, заложенных под строительство домов 137-й серии, а также недостроенных домов этой же серии в Невском, Московском, Приморском и Выборгском районах города. Тендеры на достройку зданий начали объявляться с 1995 года (все здания были достроены к началу 2000-х). Достройка недостроенных домов производилась разными методами: так, последние этажи дома на Звёздной улице были выполнены из кирпича, а последние этажи нескольких зданий на проспекте Авиаконструкторов — из газобетонных панелей Автовского ДСК-3, применявшихся для строительства серии 600.11. На месте фундаментов строились панельные дома индивидуальных проектов (из панелей ДСК «Блок» и Колпинского ДСК-5). Таким же образом достраивались дома серий 137.12 и 137-2.11.

#### 137.12

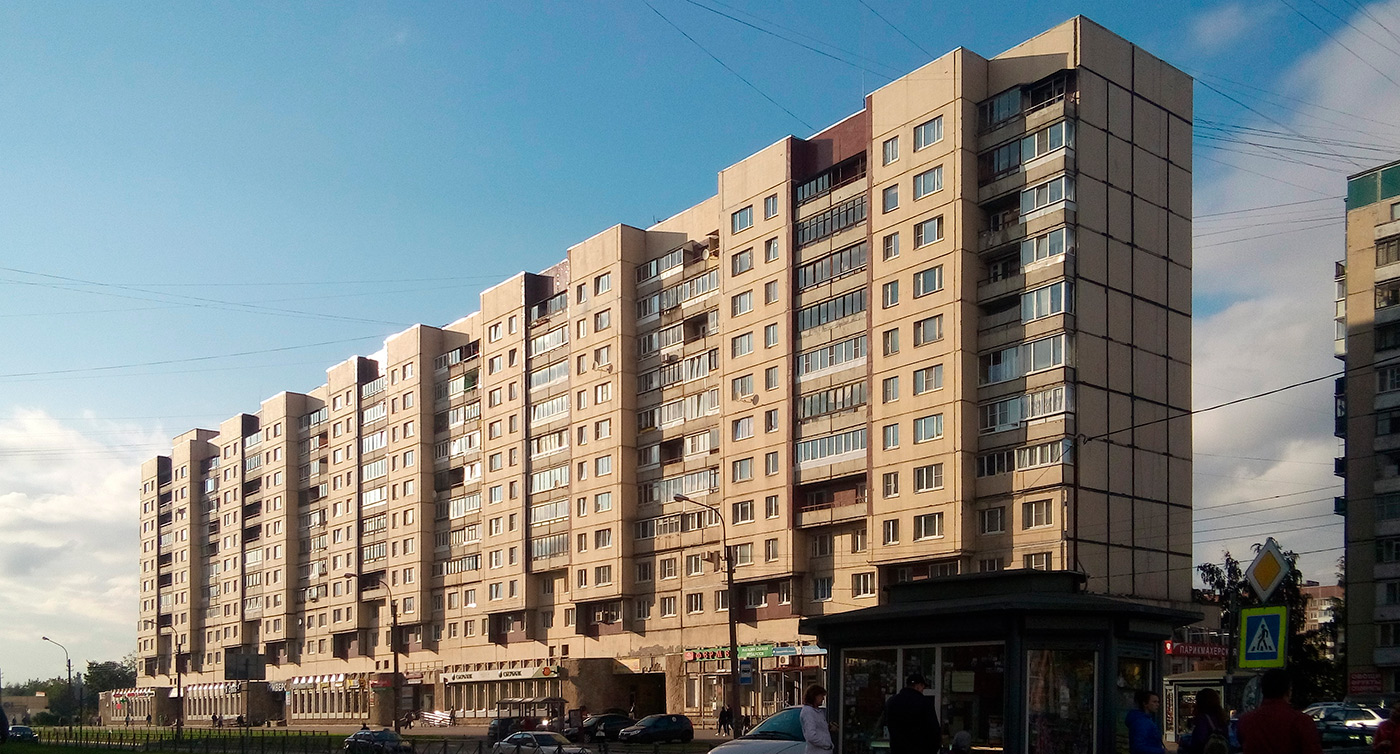
Жилой дом серии 137.12 в Колпино

Разработана также в 1978 году. Первые этажи домов приспособлены под коммерческие помещения, а второй является техническим. Помещение консьержа расположено справа от единственного входа в подъезд, но известны случаи, когда эти помещения продавались под ту же коммерцию. Строились с 1984 по 2002 год.

#### 137.31
Разработана в 1981 году и предназначалась для строительства Автовским ДСК-3. Дома строились из газобетонных панелей в 12 и 16 этажей с 1982 по 1988 год. Встречаются в Красносельском, Выборгском и Красногвардейском районах.

#### 137.13

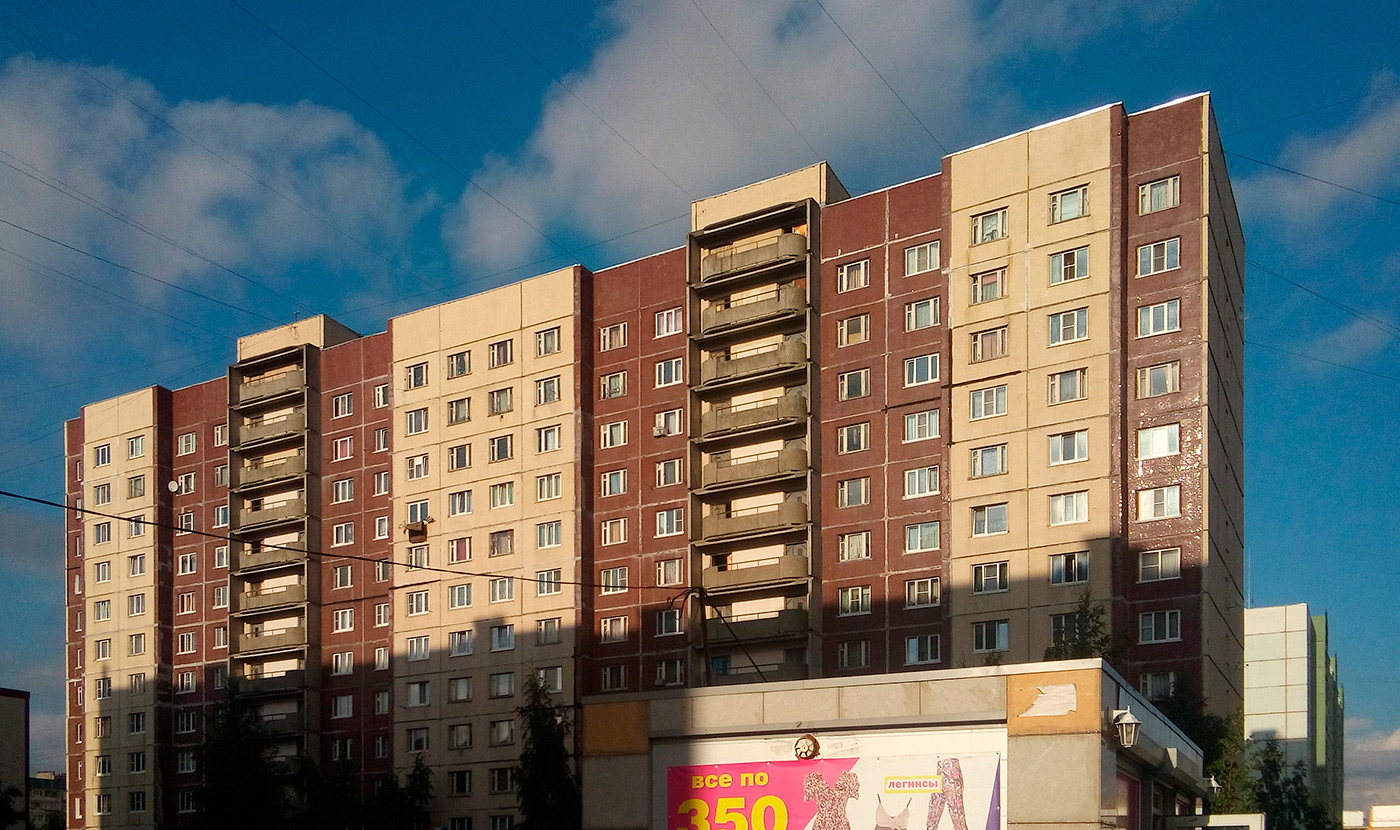
Жилой дом серии 161-137.13-3/82 в Колпино

Общежития на базе серии 137.11. В 1980 году было разработано два варианта: 161-137.13-1/82 и 161-137.13-3/82.
Общежития серии 161-137.13-1/82 — точечные общежития квартирного типа на 600 мест. В здание добавлен второй пассажирский лифт, который доезжает только до 14 этажа. На этаже расположено 8 комнат. Строились с 1985 по 1994 год. 10 из 18 общежитий в 2000-х годах переведены в жилой фонд, при этом один из домов претерпел перепланировку. 
Общежития серии 161-137.13-3/82 — односекционные общежития на 971 место с двумя лестнично-лифтовыми узлами (через этаж можно перейти от одного ЛЛУ к другому). От серии 137.11 она отличается только отсутствием балконов в жилых помещениях, окнами квартирных коридоров в торцах здания и несколько иным фасадом. Дом имеет общий вестибюль, от которого расходятся коридоры к обоим лифтовым узлам. Строились с 1983 по 1987 год. 12 из 15 общежитий в 2000-х годах переданы в жилой фонд. Планировки ни одного из домов не менялись, поэтому один этаж считается одной квартирой, следовательно, каждая квартира является 84-комнатной.

#### 137-2.11, 137-2.12, «Евро'Па»
В 1984 году были разработаны проекты 17-этажных блок-секций 137-2.11, их освоение началось с 1985 года. С 1989 года началось освоение 12-, 14- и 17-этажных блок-секций 137-2.11 для повторного применения в различных районах, а в 1992 году разработаны проекты 14-этажных блок-секций 137-2.11.1 и выпускалась до 1995 года. Среди отличий можно выделить изменившуюся форму балконов — они не закруглялись, а шли под углом около 45°, новые декоративные элементы на крыше и над входом подъезд со двора, у первых домов имелись эркеры. 
В 1998 году серия 137-2.11 была возрождена на ДСК «Блок». В 2000-х годах на основе серии 137-2.11 были разработаны проекты модернизированных блок-секций. С 2009 года группой «ЛСР» на ОАО «Завод ЖБИ-6» организован выпуск конструкций серии «Евро'Па» — аналога модернизированной серии 137-2.11. Серия строится и сейчас, но в сильно изменённом варианте, кроме того, используются некоторые конструкции серии 121У Гатчинского ДСК.

## Распространение
Серия 137 распространена во всех районах Санкт-Петербурга, кроме Адмиралтейского, Кировского, Пушкинского и Курортного. 
Широко распространена в Екатеринбурге, став массовой, в 1987 сданы первые дома 137 серии на ул. Опалихинской, 20, 22, 24, в 1988 - ул. Бебеля, 108, 110, 112, ул. Новгородцевой, 3Б, 7Б, в 1989 - ул. Викулова, 28Б, 32Б, 38Б, бульваре Есенина, 4, 5, 6, 7, в 1990-91 целый ряд домов по ул. Шейнкмана, 102-134, Крестинского, 13, Шварца, 2/1-3, 1997 -Готвальда, 19Б, в 1989-98 - ул. Репина, 55-65, все - 16-этажные, ул. Советской, 39 (1990) - 12-этажный, и другие, с 2012 модифицированные варианты серии применены в квартале «Берёзовая роща».  
В 1992 году был построен один дом серии 137.11 в Орле, в 1994—1995 годах построены несколько домов 137-2.11 в разных районах Волгограда. Единственный дом был построен в Рославле.

### Фотогалереи и базы данных
- Список домов проекта 137.
  - Список домов проекта 137.11.
  - Список домов проекта 137.11.2.
  - Список домов проекта 137.12.
  - Список домов проекта 137.12.2.
  - Список домов проекта 137.31.
  - Список домов проекта 137.32/16.
  - Список домов проекта 137.33/16.
  - Список домов проекта 161-137.13-1/82.
  - Список домов проекта 161-137.13-3/82.
  - Список домов проекта 137.2-11.
  - Список домов проекта 137.2-12.
- Список домов проекта 137Д.
- Список домов проекта 137С.
- Планировки домов проекта 137.